# Lizzie Velásquez
Ellizabeth Lizzie Velásquez (13 de marzo de 1989) es una escritora y oradora motivacional estadounidense.

## Primeros años y antecedentes
Lizzie Velásquez nació el 13 de marzo de 1989 en Austin, Texas. y es la mayor de tres hermanas (Rita y Guadalupe Velásquez). Nació prematura a los 8 meses de gestación, con un peso de sólo 999 g. Su enfermedad fue declarada a los 23 años, en septiembre de 2012, cuando estaba a punto de graduarse en Comunicación por la Universidad Estatal de Texas. 
Es católica y se ha pronunciado en relación con su creencia en Dios, afirmando que «me bendijo con la bendición más grande de mi vida, que es mi síndrome».

## Condición
Velásquez padece síndrome de aspecto progeroide y marfanoide-lipodistrofia, una enfermedad muy rara de la que se conocen solamente menos de 10 casos. Como resultado de este extraño síndrome su nivel de grasa corporal es del 0%, y pesa sólo 29 kg; no puede ganar peso y necesita alimentarse en pequeñas cantidades varias veces al día. Es ciega del ojo derecho y tiene visión limitada en el otro. Su padecimiento es similar a muchos otros, especialmente progeria. Lizzie tiene algunas características progeroides físicas, tales como nariz puntiaguda y piel envejecida. Además tiene problemas adicionales al diagnóstico médico pero su condición no es terminal. Varios investigadores médicos del Centro Médico del Sureste de la Universidad de Texas la han investigado, y han expresado que puede ser una forma de síndrome neonatal progeria que, al menos, no ha atacado a su sistema óseo, sus órganos ni sus dientes. Se cree que la condición no es hereditaria.

## Apariencia y mensaje
Lizzie Velásquez ha sido objeto de intimidación y acoso en línea, ante lo cual nunca se ha amedrentado, sino que ha decidido mostrarse en público. Al mismo tiempo, no siempre ha sido fácil para ella lidiar con la presión del público, pero quiere que la gente sepa acerca de su trastorno y su lema es «Deja de mirar, empieza a aprender».
Una fuente informa de su aparición en más de 2000 talleres como oradora motivacional entre las edades de 11 y 23 años, una actividad que sigue desarrollando.

## Publicaciones
Su primera obra publicada fue su autobiografía, de la que es coautora, publicada en 2010.
En su segundo libro, Be Beautiful, Be You, publicado en septiembre de 2012, aboga porque se informe a la gente de que la apariencia no importa y que debería amarse a sí misma por lo que es.